# Roșioara, Vrancea
Roșioara (în trecut, Valea Rea) este un sat în comuna Mera din județul Vrancea, Moldova, România.